# Stanisławowo (gmina Ślesin)
Stanisławowo – kolonia w Polsce położona w województwie wielkopolskim, w powiecie konińskim, w gminie Ślesin.
W latach 1975–1998 miejscowość należała administracyjnie do województwa konińskiego.